# Наторп, Бернхард Кристоф Людвиг
Бернхард Кристоф Людвиг Наторп (нем. Bernhard Christoph Ludwig Natorp; 12 ноября 1774, Верден — 8 февраля 1846, Мюнстер) — немецкий педагог. Прадед Пауля Наторпа.
Родился в семье лютеранского священника, в 1792—1794 гг. изучал теологию в Университете Галле. В течение двух лет преподавал в коммерческом училище в Эльберфельде, затем был рукоположён и два года служил священником в Хюккесвагене, а затем в 1798—1810 гг. в Эссене. В 1804 г. был назначен комиссаром школ Бохумского учебного округа. В том же году опубликовал свой «План организации всеобщей городской школы» (нем. Grundriß zur Organisation allgemeiner Stadtschulen). В 1810 г. Вильгельм Гумбольдт вызвал Наторпа в Потсдам в качестве советника в отделе культуры и народного образования и одновременно в оберконсистории Курмаркского суперинтендентства. Под руководством преемника Гумбольдта Иоганна Вильгельма Зюферна Наторп занимался реформой школьного образования в Пруссии, вместе они разработали «Общую инструкцию по учреждению школ» (нем. Gesamtinstruktion über die Verfassung von Schulen). С 1816 г. снова работал старшим советником консистории в Вестфалии. С 1836 г. и до конца жизни вицесуперинтедент Вестфалии.
Помимо прочего, подготовил вместе с Ф. Кесслером и И. К. Г. Ринком сборник хоралов для школьного музыкального образования, впервые изданный в 1829 г. и переиздававшийся до 1870 г.